# Saturnino Antonio Funes
Saturnino Antonio Funes (nacido el 29 de septiembre de 1919 - ?) fue jugador de fútbol. Se desempeñaba como delantero y su debut profesional fue vistiendo la camiseta de Rosario Central.

## Carrera

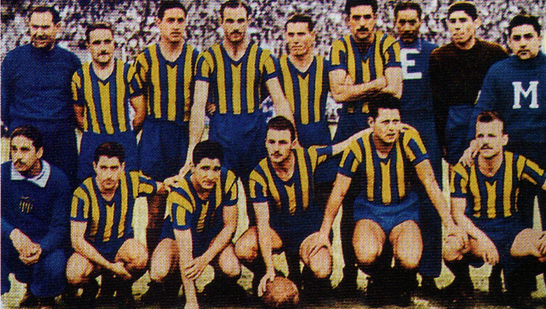
Rosario Central en 1944. Parados: José Casalini,Claro Rivero, Saturnino Yebra, Alfredo Fógel, Rodolfo De Zorzi, Héctor Ricardo; hincados: Bernardo Vilariño, Antonio Funes, Rubén Bravo, Waldino Aguirre, Ernesto Vidal.

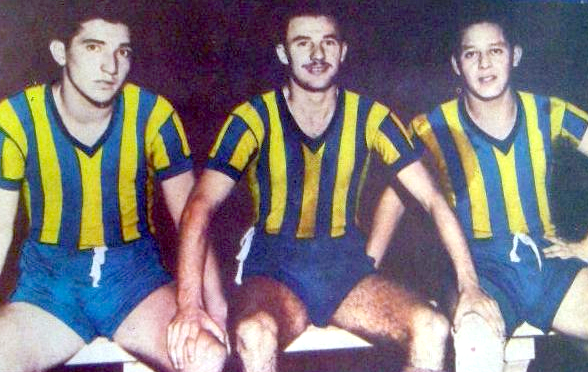
Antonio Funes, Rubén Bravo y Waldino Aguirre.

Su partido debut correspondió a la primera fecha del Campeonato de 1943. Central, conducido por Enrique Palomini, venció a Atlanta 2-0 en Arroyito, siendo Funes el autor del primero de los goles. En ese torneo disputó 22 partidos y marcó 11 goles. Compartió delantera con futbolistas de la talla de Rubén Bravo, el Torito Aguirre, Rubén Marracino y Bernardo Vilariño. Además fue el goleador en la victoria de Central en el clásico rosarino disputado el 15 de agosto en el Parque por 1 a 0, convirtiendo luego de gambetear al arquero rojinegro Juan Honores; los botines de Funes fueron cedidos al exfutbolista canalla Juan Cagnotti a pedido de éste. Cagnotti los exhibió al día siguiente en la vidriera del comercio céntrico en el que trabajaba.
En 1944 disputó sólo la primera rueda del torneo, con 9 partidos jugados y tres goles convertidos, además de un gol en un partido válido por la Copa Británica de ese año. A mediados del mismo emigró al fútbol mexicano, fichando por Deportivo Marte. Allí consiguió marcar 45 goles en tres temporadas, siendo su mejor temporada la de 1945-46, en la que convirtió 24 goles. En dicho campeonato le marcó 4 tantos en un partido a Monterrey (7-1, en la fecha 38), y 3 a San Sebastián (4-3, por la fecha 4) y a Tampico (4-1, fecha 23).
A mediados de 1947 retornó a Central, marcando 6 goles en 14 partidos. Su estadística con el equipo de la Academia se resume en 46 partidos y 21 goles. Al año siguiente fue cedido a Colón junto a varios futbolistas canallas, en la que fue la primera participación del cuadro sabalero por torneos de AFA; ésta fue por el torneo de Segunda División. En el debut colonista, Funes marcó los tres goles de su equipo ante Colegiales en la victoria 3-2.

## Clubes
| Club            | País      | Año            |
| --------------- | --------- | -------------- |
| Colón           | Argentina | 1940-1942      |
| Rosario Central | Argentina | 1943-1944/1947 |
| Deportivo Marte | México    | 1944-1947      |
| Colón           | Argentina | 1948           |